# Сан-Бернарду (Мараньян)

Сан-Бернарду на карте штата.

Сан-Бернарду (порт. São Bernardo) — муниципалитет в Бразилии, входит в штат Мараньян. Составная часть мезорегиона Восток штата Мараньян. Входит в экономико-статистический микрорегион Байшу-Парнаиба-Мараньенси. Население составляет 26 476 человек на 2010 год. Занимает площадь 1006,920 км². Плотность населения — 26,29 чел./км².

## Демография
Согласно сведениям, собранным в ходе переписи 2010 г. Национальным институтом географии и статистики (IBGE), население муниципалитета составляет:
| Полное население                               | Полное население                               | Полное население                               | Полное население                               | 26 476 |
| ---------------------------------------------- | ---------------------------------------------- | ---------------------------------------------- | ---------------------------------------------- | ------ |
| в том числе:                                   | Городское население                            | 11 800                                         | Процент городского населения, %                | 44,57  |
|                                                | Сельское население                             | 14 676                                         | Процент сельского населения, %                 | 55,43  |
|                                                | Мужское население                              | 13 356                                         | Процент мужского населения, %                  | 50,45  |
|                                                | Женское население                              | 13 120                                         | Процент женского населения, %                  | 49,55  |
| Плотность населения, чел/км²                   | Плотность населения, чел/км²                   | Плотность населения, чел/км²                   | Плотность населения, чел/км²                   | 26,29  |
| Население муниципалитета в % к населению штата | Население муниципалитета в % к населению штата | Население муниципалитета в % к населению штата | Население муниципалитета в % к населению штата | 0,40   |

По данным оценки 2016 года, население муниципалитета составляет 27 817 жителей.

## История
Город основан 29 марта 1938 года. 

## Статистика
- Валовой внутренний продукт на 2003 год составляет 23 341 843,00 реалов (данные: Бразильский институт географии и статистики).
- Валовой внутренний продукт на душу населения на 2003 год составляет 951,76 реал (данные: Бразильский институт географии и статистики).
- Индекс развития человеческого потенциала на 2000 год составляет 0,538 (данные: Программа развития ООН).